# 吳國江
吳國江（英語：Delvin Goh Kok Chiang，1995年4月14日—），生於新加坡，新加坡籃球運動員，司職中鋒，他在2011年在騰飛之獅開始其職業生涯，當時他只有16歲。他也是新加坡國家隊的成員，並為國家隊奪得2013年和2015年東南亞運動會的銅牌。現時效力東南亞職業籃球聯賽球隊新加坡騰飛之獅。